# Посохова Катерина Андріївна
Катерина Андріївна Посохова, до шлюбу Лепявко (нар. 28 квітня 1950 р., у м. Одеса) — українська вчена у галузі фармакології та медицини, доктор медичних наук (1996), професор (1997), директор Навчально-наукового інституту фармакології, гігієни та медичної біохімії імені М. П. Скакуна, професор кафедри фармакології з клінічною фармакологією Тернопільського національного медичного університету імені І. Я. Горбачевського.

## Життєпис
Народилася 28 квітня 1950 року в місті Одеса у сім'ї лікарів: Лепявка Андрія Григоровича і Доніч Наталії Сергіївни.
У 1973 році закінчила з відзнакою Тернопільський державний медичний інститут, за фахом — лікар.
Упродовж наступних двох років працювала лікарем-пульмонологом у НДІ курортології і фізіотерапії імені Сеченова у м. Ялта.
З 1975 року працювала старшим лаборантом на кафедрі фармакології, з 1980 року — асистентом кафедри, з 1986 року — доцентом кафедри фармакології Тернопільського державного медичного університету імені І. Я. Горбачевського.
У 1982 році захистила кандидатську дисертацію, у 1996 році — докторську дисертацію. У 1997 році здобула звання професора.
У період з 1992 по 2014 роки обіймала посаду завідувачки кафедри фармакології Тернопільського національного медичного університету імені І. Я. Горбачевського.
З 2014 року — директор ННІ фармакології, гігієни і медичної біохімії імені М. П. Скакуна та професор кафедри фармакології з клінічною фармакологією Тернопільського національного медичного університету імені І. Я. Горбачевського.
У різні роки працювала деканом медичного факультету ТДМУ.
Член спеціалізованої вченої ради Д 58.601.04.
Протягом останніх 20-ти років — керівниця Тернопільського регіонального відділення Державного експертного центру МОЗ України.
Член IUPHAR (Міжнародного союзу фармакологів і клінічних фармакологів) [Архівовано 25 травня 2019 у Wayback Machine.].
У 1996—2019 рр. — голова Тернопільського осередку Всеукраїнської громадської організації «Асоціація фармакологів України».

## Наукова діяльність
Сфера наукових інтересів: проблеми раціонального застосування антибіотиків, встановлення особливостей патогенезу, зокрема, ролі системи оксиду азоту, мікросомальної ферментної системи, та можливостей корекції ураження внутрішніх органів при різних патологічних процесах (гострих та хронічних гепатитах, цукровому діабеті 1 і 2 типу, гіпоксії, ішемії-реперфузії, міокардіодистрофії, гострому перитоніті, гострому панкреатиті, антифосфоліпідному синдромі), а також профілактика та корекція побічної дії лікарських препаратів, у тому числі протитуберкульозних, антиретровірусних, ненаркотичних анальгетиків, хіміопрепаратів для лікування злоякісних пухлин.
Катерина Посохова — наукова керівниця 14 кандидатських дисертацій та науковий консультантка 3 докторських дисертацій.
Авторка та співавторка близько 500 наукових і навчально-методичних публікацій, в тому числі 6 підручників з фармакології для студентів ВМ(Ф) навчальних закладів (2 — національні), 8 навчальних посібників і довідників, 2 монографій, 10 патентів України, 5 методичних рекомендацій та інформаційних листів.